# Santa Rita (Yoro)
Santa Rita é uma cidade de Honduras localizada no departamento de Yoro.